# Caecilia subnigricans
Caecilia subnigricans es una especie de anfibios de la familia Caeciliidae.
Se encuentra en Colombia y Venezuela.
Sus hábitats naturales incluyen bosques tropicales o subtropicales húmedos y a baja altitud, plantaciones, jardines rurales y zonas previamente boscosas ahora muy degradadas.